# Jægersborg Sogn
Jægersborg Sogn er et sogn i Gentofte Provsti (Helsingør Stift). Sognet ligger i Gentofte Kommune (Region Hovedstaden). Indtil Kommunalreformen i 2007 lå det i Gentofte Kommune (Københavns Amt), og indtil Kommunalreformen i 1970 lå det i Sokkelund Herred (Københavns Amt). I Jægersborg Sogn ligger Jægersborg Kirke.
I Jægersborg Sogn findes flg. autoriserede stednavne:
- Ermelund (areal, ejerlav)
- Jægersborg (bebyggelse, ejerlav)